# Goldrausch zu Bodenmais
Der Goldrausch zu Bodenmais war 1817 eine kurzzeitige Suche nach Gold im Bergwerk des Silberbergs und dessen Umgebung, die sich nach dem plötzlichen Reichtum von zwei Bergarbeitern und deren mysteriösem Verschwinden zutrug.

## Das Bergwerk

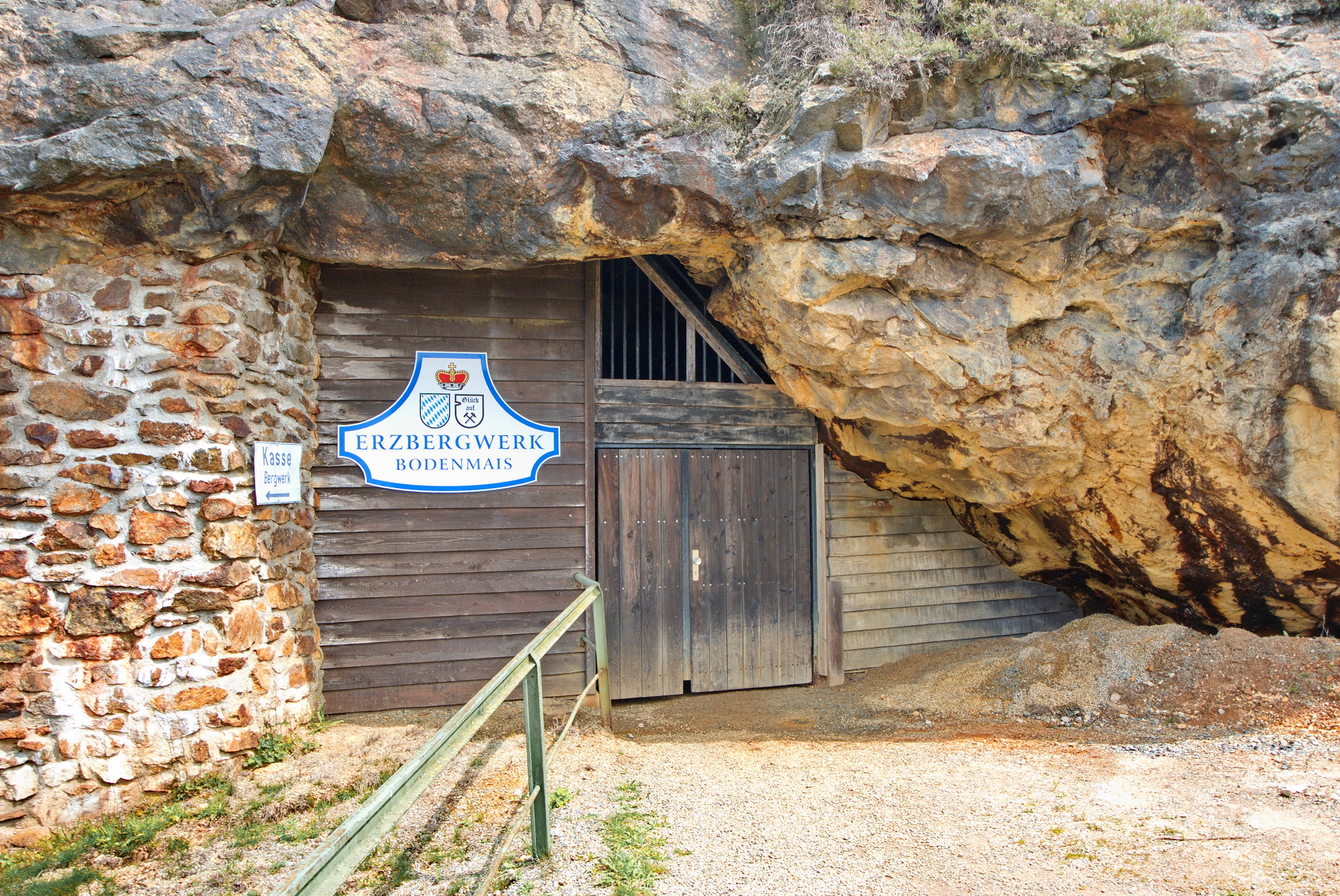
Heutiger Ausgang des Besucherbergwerks

Das Bergwerk in Bodenmais wird bereits 1301 erwähnt. Es wird der Abbau von Gold beschrieben, der auch in späteren Jahren immer wieder erfolgte. Jedoch blieb Gold in Bodenmais seit jeher eher ein Nebenprodukt, das in der aufwendigen Gewinnung aus dem festen Stein mehr kostete, als es einbrachte. Auch die Gewinnung von Silber war überschaubar, wenngleich es dem Berg seinen Namen verlieh, dem Silberberg. Seit 1797 wurde mit Schlägel, Eisen und Sprengpulver gearbeitet. Zuvor wurde das Erz durch Feuersetzen gewonnen.

## Der Goldrausch
1816 kamen zwei ärmliche Bergleute nach Bodenmais, die nach Arbeit suchten. Zuerst konnten sie auf dem Marktplatz ein Quartier einrichten, das als verarmte Gegend galt und vor allem von den Bergarbeitern mit ihren Familien bewohnt wurde.
Zunächst schlugen sie sich als Tagelöhner durch, später fanden sie Anstellung im Bergwerk am Silberberg. Dort gaben sie sogar als Referenz die Grube Finstergrund bei Wieden im Schwarzwald an, verschwiegen hierbei jedoch die Ermittlungen wegen des Verschwindens eines Silberklumpens von etwa 15 g gegen sie. In der polizeilichen Erfassung wird einer der möglichen Räuber als Banner Friederich genannt, der andere als Abdeckerssohn (vermutlich gab es zu dieser Zeit in der Region um Wieden nur eine Abdeckerfamilie und daraus war deutlich, wer gemeint war).
1817 kam es zu einer plötzlichen Veränderung der Lebensverhältnisse der Fremden. Sie bezogen Quartier in Mais bei Bodenmais und kauften dort zuerst gemeinsam ein Haus, später dann noch ein zweites. (Liquidationsprotokoll HsNr. 197/198) Trotz ihrer anhaltenden eher minder bezahlten Tätigkeit im Bergwerk beschäftigten sie selbst bald Personal und kehrten großzügig in die Gaststätten und Ortsschenken ein.
Der Bergwerkskasse selbst fehlte kein Geld und es gab auch keinen vermeldeten Verlust von Mineralien, zumal man sowieso hauptsächlich Polierrot abbaute, bei welchem sich für Einzelpersonen ein Diebstahl in geringeren Mengen nicht lohnte.
Bereits im März 1817 notierte der Pfarrer in der Chronik in einem Nebensatz das beherrschende Thema der „Kirchenbänke“: den unerwarteten Reichtum der Bergleute.
Schon im April kam es dann zu einem erneuten Streit in der Gaststätte, als Friederich Banner beim Bezahlen der Zeche ein Goldstück zückte, das etwa „eine halbe Perle der Flussperlmuschel“ betrug.
Es kam zu einer ersten Festnahme wegen des Verdachts des Raubes am Bergwerk. In der Akte wird jedoch nur Banner genannt. Vermutlich kaufte ihn der Abdeckerssohn frei, oder die Anklage musste wegen fehlender Beweise fallen gelassen werden.

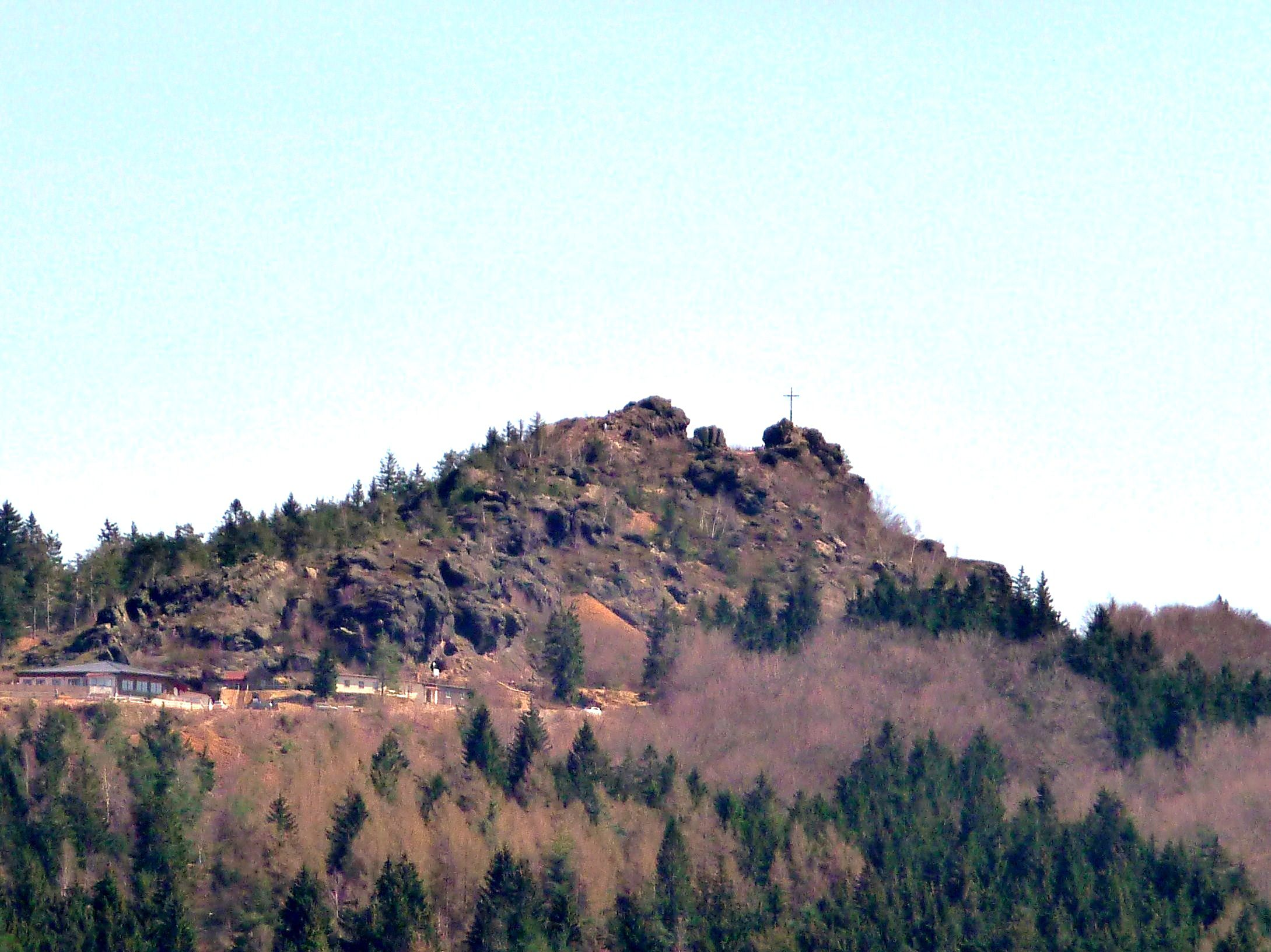
Die Doppelspitze des Silberbergs

Jedenfalls fuhr Banner kurz darauf wieder eine Schicht im Bergwerk.
Am 17. Mai 1817 kehrt Banner nicht von seiner Schicht zurück. Ein erstes Absuchen des Stollens blieb ohne Ergebnis. Der nächste Tag war ein Sonntag. In einer Notiz in der Chronik schrieb der Pfarrer von dem ungewöhnlichen Fernbleiben des Bergmannes, der nicht von der Schicht zurückgekehrt (Sein Gehilfe wird nicht mehr erwähnt. Auch im weiteren Verlauf der Ermittlungen taucht dieser nie auf).
Als am 19. Mai die Schicht ins Bergwerk einfuhr, konnten sie ein deutliches metallisches Hämmern wahrnehmen. Es kam zur größten Suchaktion im Stollen bis zu diesem Tage. Etwa 20 Bergleute suchten die Stollen akribisch ab. Zwar konnte man die Schläge im beinah gesamten Bergwerk wahrnehmen, jedoch klang es stetig weit entfernt und das Echo ließ kaum eine Ortung zu. Weiteren freiwilligen Helfern wurde der Zugang aus Sicherheitsgründen versperrt. Über alte Karten suchte man auch in den Folgetagen weitere ältere und zum Teil vergessene Seiteneingänge ab.
Am 25. Mai hörte man immer noch die Klänge.
Unterdessen wurde das Haus von Banner untersucht, worin man größten Luxus zur damaligen Zeit feststellen konnte. Sämtliche Zimmer hatten festen Boden, der einen Ofen zuließ, weshalb in jedem Raum geheizt werden konnte.
Man fand insgesamt 7 g Reingold. Die Angestellten berichteten von einem Versteck in einem „goldenen Wagen“. Dieses konnte aber nie gefunden werden. Wo er sein Gold verkaufte oder wie er es zu Geld machte, konnte nie geklärt werden.
Bis zum 1. Juni gab es noch vereinzelte Wahrnehmungen von den metallischen Klängen, bis diese vorerst verstummten.
Mittlerweile war den Bergleuten klar geworden, dass die Fremden irgendwo im Stollen auf eine Goldader gestoßen sein mussten und sie bei einem Gang abgestürzt sein mussten oder nicht mehr aus ihrem Stollen herausgekommen sind. Immer öfter schlichen sich auch Privatpersonen in das Stollensystem, um nach dem Gold zu suchen. Hierbei kam es oft zu gefährlichen Verletzungen und Menschen, die sich verirrten. In der Pfarrchronik wurde kein ziviler Todesfall gemeldet, jedoch starben 1817 sieben Bergleute, was laut der Statistik der königlichen Berggrube zu Bodenmais die höchste je vermerkte Zahl ist.
Der Fall löste nicht nur national für Aufsehen. Sogar die englische Presse berichtete von einem Goldrausch zu Bodenmais.
Grabungen in der Umgebung des Silberberges blieben jedoch ohne Funde und die Behörden sicherten die offiziellen Stollen immer besser ab, was zu einem raschen Abklingen der Dynamik führte. 1818 schrieb ein Hamburger Goldsucher nach Hause, dass man leichter aus einem Hexenturm ausbrechen könne als in den Silberberg ein.
Die Einwohnerentwicklung sprang bis 1820 auf über 1100 an und machte Bodenmais zu einer der größeren Gemeinden in der Umgebung. Vermutlich wurde der Zuzug und die Sehnsucht nach Reichtum verstärkt durch die zeitlichen Begebenheiten, denn nach dem Jahr ohne Sommer 1816, kam es in großen Teilen Europas zu Ernteausfällen und Hungersnöten. Von allen Seiten kamen Zuwanderer nach Bodenmais und versuchten ihr Glück.
Aus offiziellen Dokumenten der Bergwerksverwaltung gehen keine weiteren größeren Funde von Gold hervor. Die Pfarrchronik notiert ebenso, dass die Sucher nach Gold nur die Schönheit des Böhmerwaldes haben finden können.
Bis zum Jahr 1927 wurden in unregelmäßigen Abständen immer wieder akustische Signale im Bergwerk dokumentiert, deren Ursprung nicht auszumachen war.

## Sonstiges
Im Zuge der Einwanderung kam es auch zu einer Gemeinde der evangelischen Kirche in Bodenmais, die jedoch erst 1962 eine eigene Kirche bekam und sich zuvor in Holzbaracken versammeln mussten.
Als im Jahr 1945 zwei Kinder im Stollen bei einer Übung verschwanden, kam es erneut zu einer größeren Suchaktion. Auch sie konnten nie gefunden werden.